# Góry Tanjō
Góry Tanjō (jap. 丹生山系 Tanjō-sankei) – łańcuch niewysokich gór o długości 17 km w południowo-wschodniej części japońskiej prefektury Hyōgo, rozciągający się w granicach administracyjnych miasta Kobe (Kōbe). 

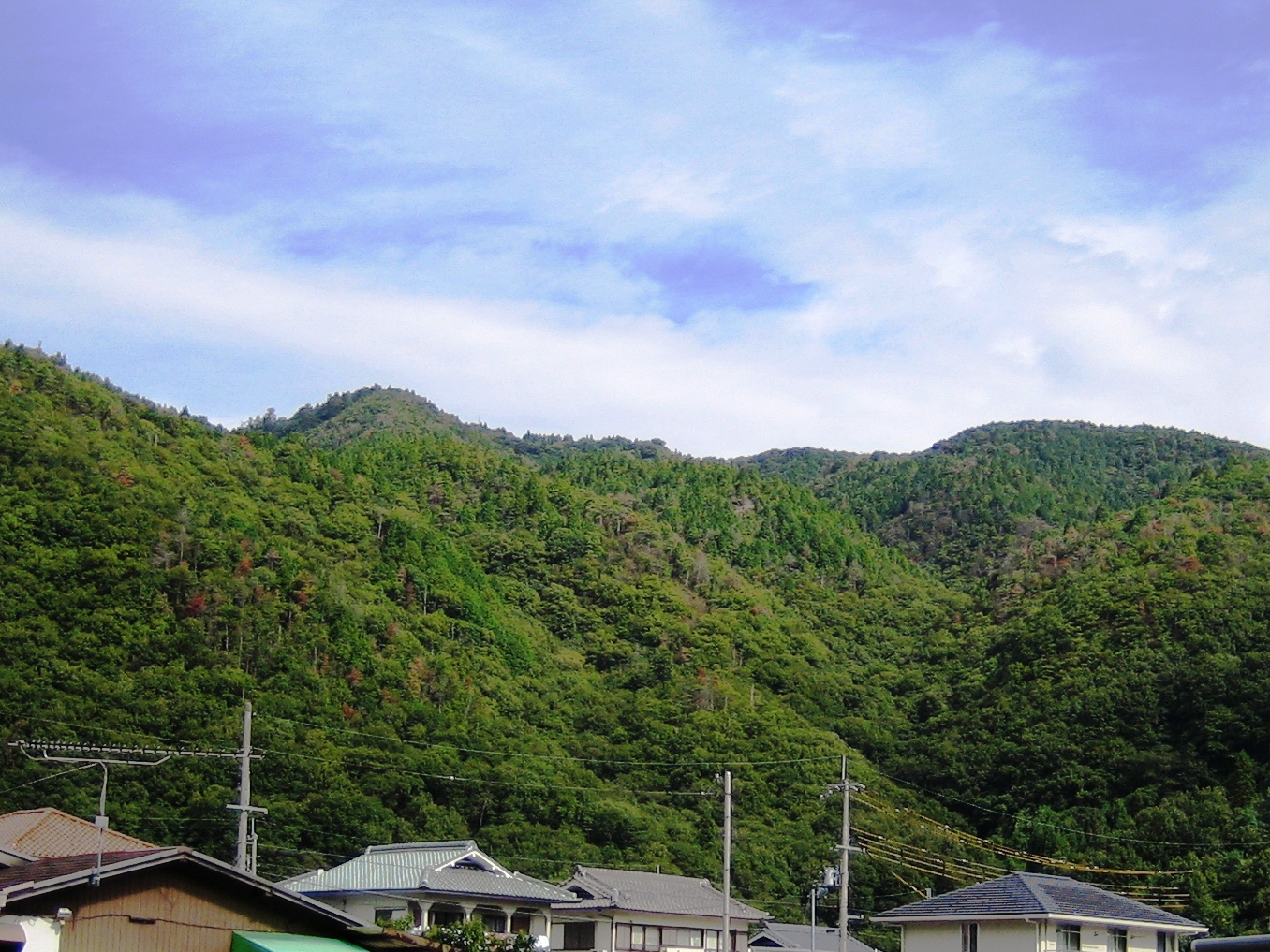
Góra Tanjō

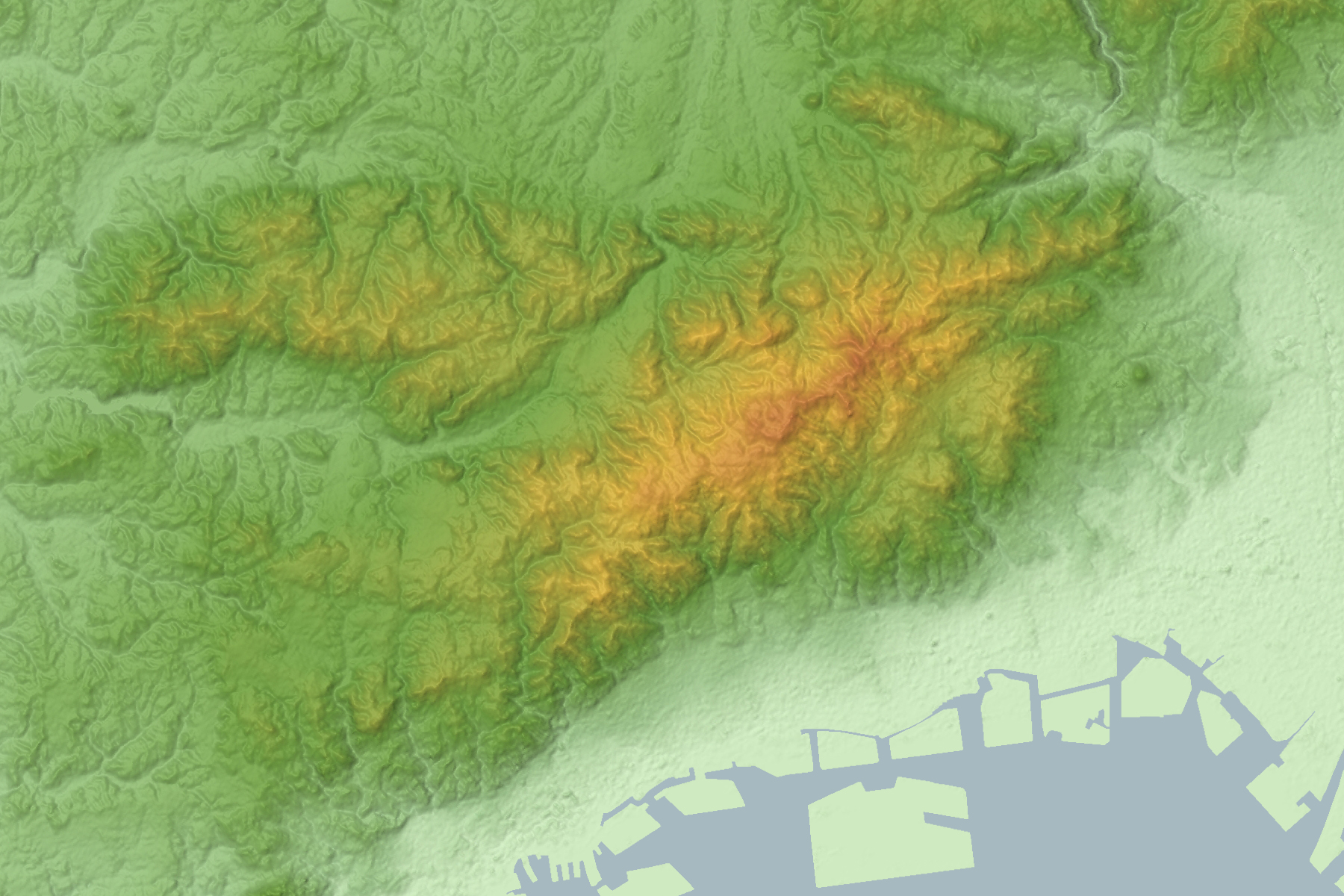
Mapa topograficzna gór Rokkō z niższym pasmem gór Tanjō na północnym zachodzie

Nazywany także pasmem gór Tanjō-Taishaku, traktowany jest jako część gór Rokkō o długości 56 km. Najwyższym szczytem jest Rokkō-san (931 m).

## Najważniejsze szczyty
- Tanjō (514 m)
- Taishaku (585,9 m)
- Chigo-ga-baka (596,3 m)
- Shibire (465 m)